# Diplopterygium simulans
Diplopterygium simulans là một loài dương xỉ trong họ Gleicheniaceae. Loài này được Ching Ching ex X.C. Zhang mô tả khoa học đầu tiên năm 2004.